# Andante religioso (Halvorsen)
Andante religioso is een compositie van de Noor Johan Halvorsen. Halvorsen schreef het werk tijdens zijn verblijf in Bergen. Het werk is een romance in eerste instantie geschreven voor viool, orgel en strijkorkest. De eerste uitvoering van het werk in die orkestratie vond plaats tijdens het concert van 19 februari 1899, zeer waarschijnlijk speelde Halvorsen zelf de solo. De plaats was de Domkerk in Bergen. Later arrangeerde hij het werk tot een stuk voor viool en orkest.
Het tempo is gedurende de zes minuten traag: Andante – andante con moto – piu mosso – tempo I – tranquillo – tempo II. De muziek is serieus.

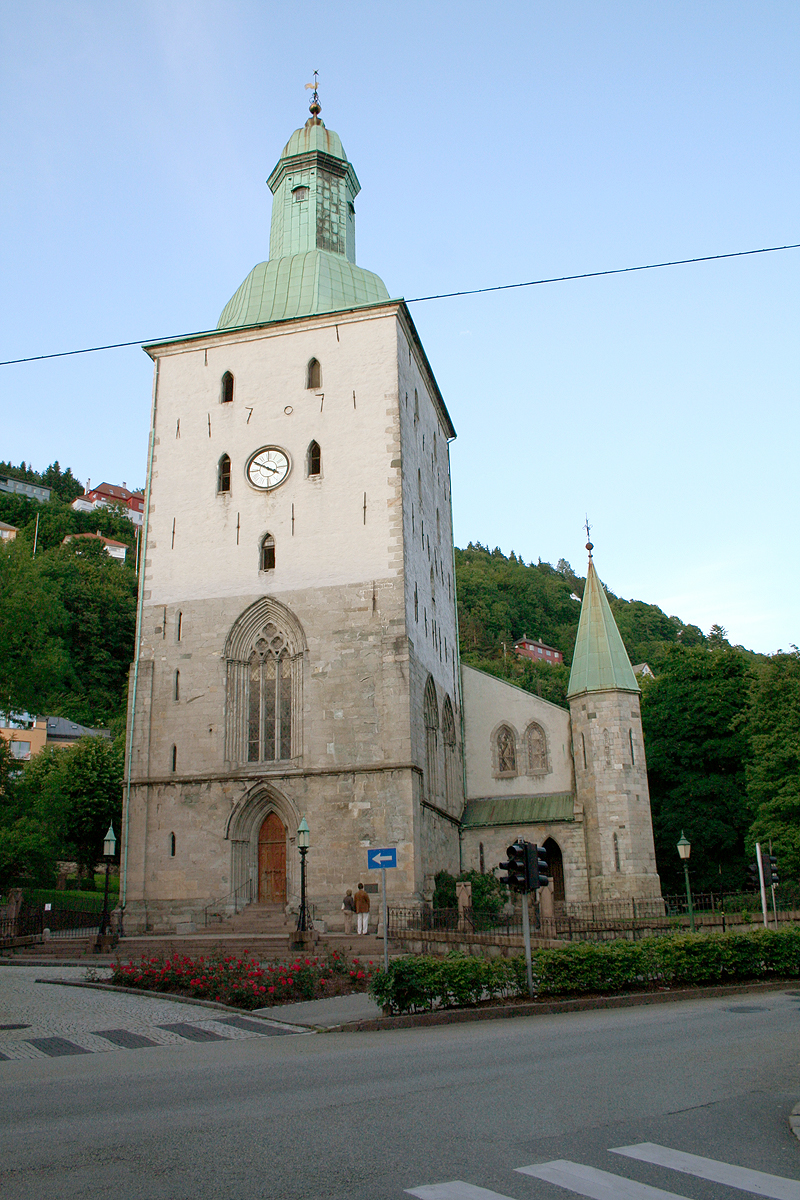
Domkerk Bergen